# Robert Walter Stewart

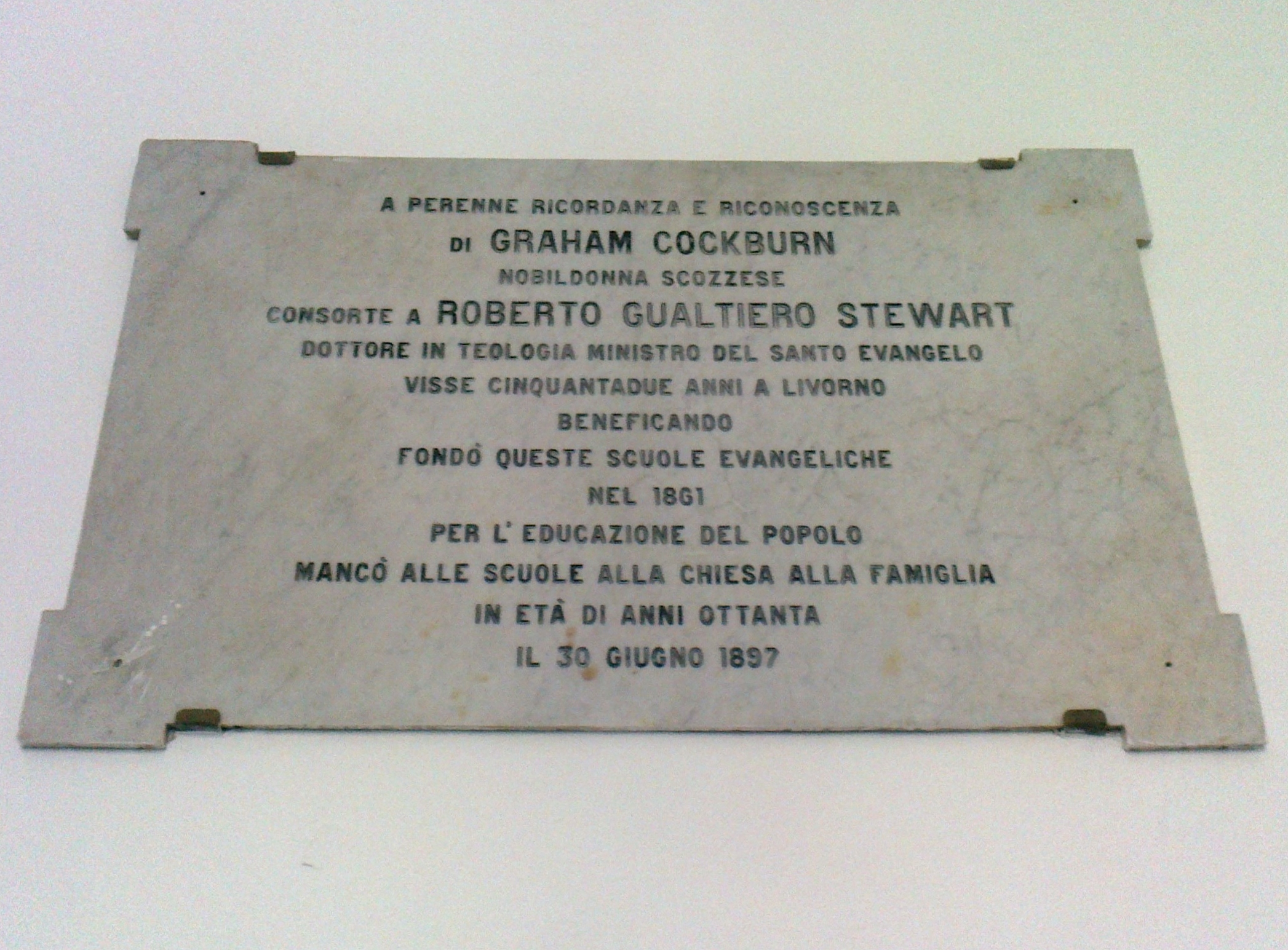
Lapide commemorativa di Graham Cockburn e del marito R.W. Stewart situata nell'attuale chiesa valdese di Livorno, già scozzese, ma probabilmente proveniente dalla prima chiesa valdese situata in piazza Manin (scomparsa)

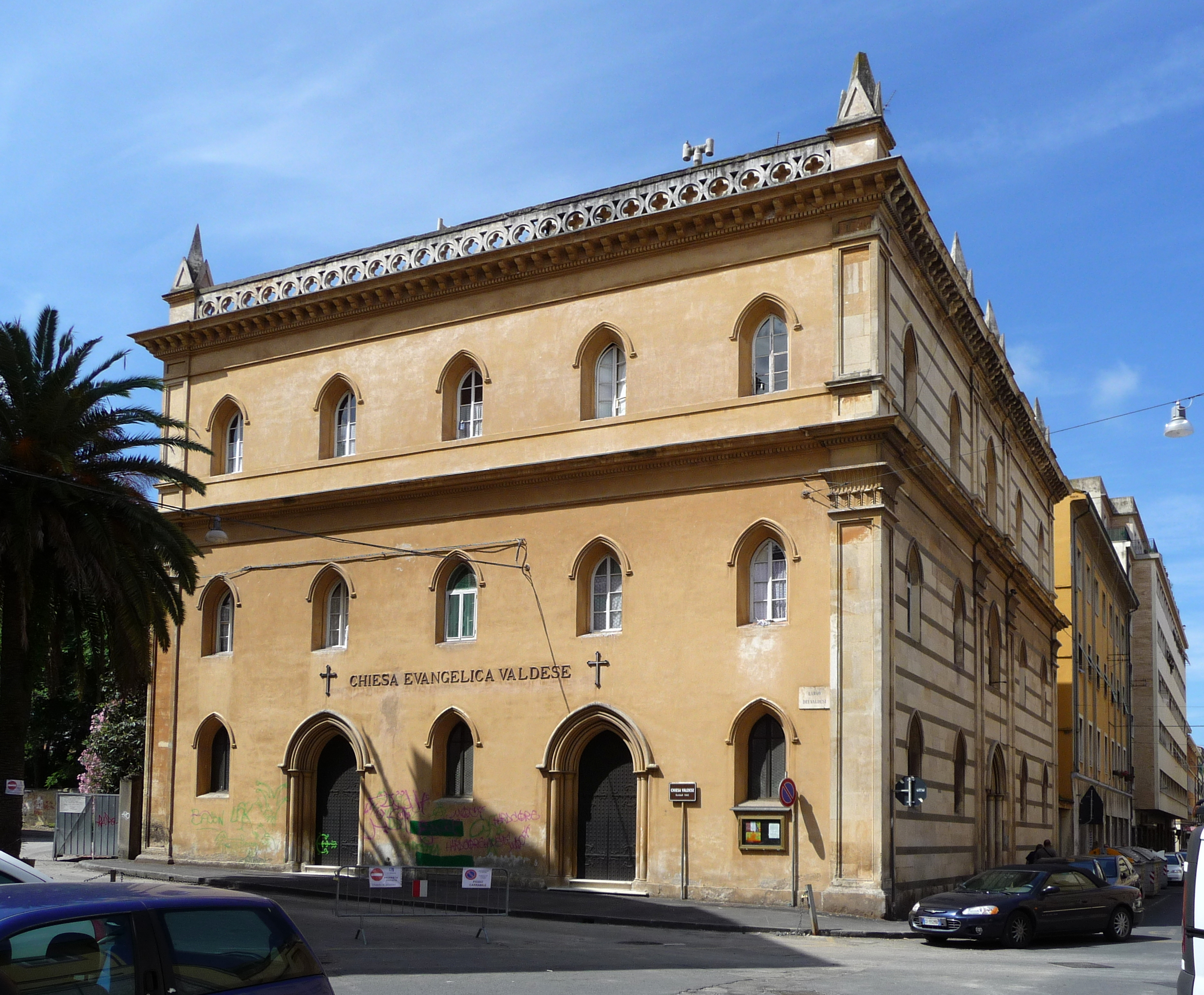
La chiesa scozzese di Livorno, ora valdese

Robert Walter Stewart (Bolton, 29 febbraio 1812 – Livorno, 23 ottobre 1887) è stato un pastore protestante scozzese, che ha vissuto a lungo in Italia, dove era noto con il nome di Roberto Gualtiero Stewart. Fu una delle figure di primo piano del protestantesimo italiano.

## Biografia
Figlio del reverendo Andrew Stewart e di Margaret Stewart, nel 1829 soggiornò alcuni mesi a Roma e Ginevra, dove conobbe il pastore César Malan.
Studiò teologia a Glasgow e poi a Ginevra; nel 1837 divenne pastore della Chiesa di Scozia.
A seguito dello scisma nel 1843, aderì alla Libera Chiesa di Scozia (Free Church of Scotland).
Nel 1839 sposò Graham Cockburn, dalla quale ebbe cinque figli. Frattanto si trasferì a Malta e quindi nelle Valli Valdesi. Nel giugno 1845 divenne pastore di Livorno, città nella quale gli scozzesi, che costituivano la maggioranza della comunità britannica, fino ad allora erano stati amministrati saltuariamente. Mentre gli anglicani potevano disporre, sin dal 1844, della chiesa di San Giorgio, gli scozzesi non avevano ancora un vero e proprio luogo di culto; lo Stewart, pertanto, aprì una sottoscrizione per la costruzione di un tempio, che fu inaugurato nel 1849 (all'inizio del Novecento divenne sede della chiesa valdese di Livorno). Nel contempo iniziò a interessarsi alla causa valdese.
Verso la metà del secolo contribuì alla fondazione del "Comitato di Corrispondenza e di Azione", che aveva lo scopo di promuovere la distribuzione di letteratura evangelica in Toscana; a tal fine venne fondata una tipografia clandestina a Firenze.
Tra la fine del 1853 e l'inizio del 1854 viaggiò in Medio Oriente, visitando la Palestina e approfondendo le conoscenze necessarie per la stesura di un commento ai Vangeli, che suscitò notevole interesse nella comunità evangelica italiana.
Tornato a Livorno, non venne meno il suo impegno a favore dell'evangelismo in altre zone d'Italia. Nella stessa città toscana favorì l'arrivo del pastore Giovanni Ribetti e l'insediamento del culto valdese, in quanto riteneva che l'evangelizzazione dell'Italia poteva essere percorsa solo dal valdismo.
Per questo fu tra i promotori del trasferimento della facoltà valdese di Teologia a Firenze; per realizzarne la sede acquistò il palazzo Ricasoli-Salviati, in via de' Serragli, dove si trasferì anche la casa editrice "Claudiana". Nel 1860 lo Stewart divenne membro onorario a vita del Consiglio della Facoltà, arricchendone inoltre la biblioteca con cospicue donazioni (si ricorda l'acquisto dell'intera biblioteca di Luigi De Sanctis).
Contribuì, in maniera determinante, alla costruzione della chiesa valdese di Roma e si batté per l'unione tra la Chiesa Valdese e la Chiesa Cristiana Libera.
Alla sua morte fu inumato nel nuovo cimitero degli inglesi di Livorno, dove nel 1897 sarà sepolta anche la moglie e dove già giaceva uno dei loro cinque figli.

## Principali pubblicazioni
- R.W. Stewart, On the present condition and future prospects of the Waldensian Church, in Lectures on Foreing Churches delivered in Edinburgh and Glasgow, May 1845, Edimburgo 1845.
- R.W. Stewart, The Tent and the Kah: a jurney to Sinay and Palestine, Edimburgo 1857.
- R.W. Stewart, J. Wood Brown, An italian campaing, or Evangelical movement in Italy (1845-1887), Londra 1890.